# Trail of Robin Hood
Trail of Robin Hood è un film del 1950 diretto da William Witney.
È un musical western statunitense con Roy Rogers e Penny Edwards.

## Produzione
Il film, diretto da William Witney su una sceneggiatura di Gerald Geraghty, fu prodotto da Edward J. White, come produttore associato, per la Republic Pictures e girato nei pressi del Big Bear Lake e del Cedar Lake, nella Big Bear Valley, in California.

## Colonna sonora
- Get a Christmas Tree For Johnny - scritta da Jack Elliott, cantata da Roy Rogers e dai Riders of the Purple Sage
- Ev'ry Day Is Christmas Day In the West - scritta da Jack Elliott, cantata da Roy Rogers e dai Riders of the Purple Sage
- Home Town Jubilee - scritta da Foy Willing, cantata da Roy Rogers e dai Riders of the Purple Sage

## Distribuzione
Il film fu distribuito negli Stati Uniti dal 15 dicembre 1950 al cinema dalla Republic Pictures.
Altre distribuzioni:
- in Brasile (Cowboys em Desfile)
- in Cile (El sendero de Robin Hood)
- in Norvegia (Roy Rogers greier brasene)

## Promozione
Le tagline sono:
- "Riding Together! For the action thrill of all time...ROY ROGERS...and the screen's greatest western heroes! All in one roaring, excitement-packed adventure!".
- "Roaring Rogers Thrills!... Plus the Greatest Galaxy of Western Stars Ever Brought to the Screen!".